# Дивіти (гміна)
Гмі́на Диві́ти (пол. Gmina Dywity) — сільська гміна у північній Польщі. Належить до Ольштинського повіту Вармінсько-Мазурського воєводства.
Станом на 31 грудня 2011 у гміні проживало 10642 особи.

## Територія
Згідно з даними за 2007 рік площа гміни становила 160.68 км², у тому числі:
- орні землі: 60.00%
- ліси: 25.00%

Таким чином, площа гміни становить 5.66% площі повіту.

## Населення
Станом на 31 грудня 2011:
| Опис     | Загалом | Загалом | Чоловіки | Чоловіки | Жінки | Жінки |
| -------- | ------- | ------- | -------- | -------- | ----- | ----- |
| одиниця  | осіб    | %       | осіб     | %        | осіб  | %     |
| все      | 10642   | 100     | 5267     | 49.49    | 5375  | 50.51 |
| міське   | 0       | 100     | 0        |          | 0     |       |
| сільське | 10642   | 100     | 5267     | 49.49    | 5375  | 50.51 |

## Сусідні гміни
Гміна Дивіти межує з такими гмінами: Барчево, Добре Място, Єзьорани, Йонково, Сьвйонткі.